# Giordano Piccinotti
Giordano Piccinotti SDB (ur. 23 lutego 1975 w Manerbio) – włoski duchowny rzymskokatolicki, salezjanin, arcybiskup, podsekretarz Administracji Dóbr Stolicy Apostolskiej w 2023, członek Papieskiej Komisji ds. Poufnych od 2023, przewodniczący Administracji Dóbr Stolicy Apostolskiej od 2023.

## Życiorys
17 czerwca 2006 otrzymał święcenia kapłańskie w Towarzystwie św. Franciszka Salezego.
6 stycznia 2023 papież Franciszek mianował go podsekretarzem Administracji Dóbr Stolicy Apostolskiej, zaś 2 października 2023 mianowany przewodniczącym tej administracji. 
31 stycznia 2024 papież Franciszek prekonizował go arcybiskupem tytularnym Gradisca. Święcenia biskupie otrzymał wraz z kardynałem Ángelo Fernándezem Artime 20 kwietnia 2024 w bazylice Matki Bożej Większej w Rzymie. Konsekratorem był kardynał Emil Paul Tscherrig, emerytowany nuncjusz apostolski we Włoszech i San Marino, a współkonsekratorami kardynał Cristóbal López Romero, arcybiskup rabatu, i Lucas Van Looy, biskup senior gandawski. 21 kwietnia 2024 w rzymskiej bazylice Najświętszego Serca Pana Jezusa odprawił wraz z kard. Artime biskupią mszę prymicyjną.